# Онежский берег
Оне́жский бе́рег — берег в южной части Белого моря на северо-восточном берегу Онежской губы. Простирается от устья Онеги до мыса Ухт-Наволок, составляет юго-западный берег Онежского полуострова.
Часть Онежского берега от устья реки Онега до мыса Летний Орлов иногда называют Ля́мицким берегом, по деревне Лямца.
Для Онежского берега характерны террасированные болотистые равнины и морены с выходами кристаллических пород. На побережье у деревни Лямца на поверхность выходят верхнепротерозойские глины, пески, алевриты, образуя береговой абразионный уступ высотой до 20 метров. Берег сильно изрезанный, преимущественно низкий, частью заболоченный. Местами покрыт лесом (ель, сосна, берёза, между мысом Глубокий и Лямцей — лиственница).
Береговая полоса моря, защищённая от северных и северо-восточных ветров, хорошо прогревается, так как летняя погода отличается большим количеством ясных и теплых дней.
Онежский берег по сравнению с Карельским и Поморским берегами залива изрезан мало — в него вдаётся лишь несколько губ (заливов), наибольшими из которых являются губы Летняя Золотица, Конюхова, Пушлахта, Ухта и Кяндская. Островов у Онежского берега немного. Все они, за исключением острова Жижгинский, невелики и лежат в южной части залива и перед входом в устье реки Онега.
По берегу протекают реки Лямца, Вейга, Кянда, Тамица, Нижма, Маложма, Шелоничная, Золотица, Кега и др.
Участки моря, прилегающие к берегу, являются местом рыбного промысла.
Населённые пункты на берегу (перечисляются с юго-востока на северо-запад) — Онега, Покровское, Тамица, Кянда, Нижмозеро, Пурнема, Лямца, Пушлахта, Летняя Золотица. Онежский берег административно относится к Архангельской области (юго-восточная часть берега — к Онежскому району, северо-западная часть — к Приморскому району).
В местонахождении эдиакарской (вендской) биоты Лямца найдены образцы цианобактерий Beltanelliformis возрастом около 558 млн лет.

### Карты
- Топографическая карта Q-37-31_32.